# سایلنت هیل (بازی ویدئویی)
سایلنت هیل (به انگلیسی: Silent Hill) یک بازی ویدئویی در سبک ترس و بقا و عنوان اولین قسمت از مجموعه بازی‌های سایلنت هیل است که توسط کیچیرو تویاما طراحی و کارگردانی شده است. این بازی به‌وسیلهٔ تیم سایلنت توسعه یافته و به‌وسیلهٔ شرکت کونامی در سال ۱۹۹۹ برای کنسول پلی‌استیشن منتشر شد. داستان بازی حول محور هری میسون است که به دنبال دخترخوانده خود در شهری خیالی واقع در آمریکا است که تحت نام سایلنت هیل شناخته می‌شود. دنباله‌های این بازی با عناوین سایلنت هیل ۲ در سال ۲۰۰۱ و سایلنت هیل ۳ در سال ۲۰۰۳ عرضه شدند.

## پیشینه
سایلنت هیل، نام شهری توریستی و خیالی در ایالات متحده آمریکا است. این شهر تاریخچه‌ای سیاه دارد؛ زیرا در سال‌های جنگ داخلی آمریکا، برده‌های زیادی در این شهر اعدام شده‌اند. سال‌ها، مکان‌های قدیمی آن محل بازدید گردشگرها بوده، ولی حالا شهر وضعیت دیگری پیدا کرده است. دیگر کسی در آن ساکن نیست و شهر به یک مکان جن زده بدل شده است.

## موضوع بازی
هَری مِیسُن نقش اول داستان، به خاطر جشن تولد دختر خود شریل که تازه هفت سالش شده به او قول داده که او را به تعطیلات ببرد. به همین دلیل، عازم شهری به نام سایلنت هیل است.
شریل، دختر واقعی هری نیست. هری و همسرش، او را در حال رانندگی در کنار جاده‌ای پیدا می‌کنند و از آنجایی که آنها خود بچه دار نمی‌شوند او را همانند فرزند خود بزرگ می‌کنند. زمانی که شریل ۴ سال دارد همسر هری بیمار شده و فوت می‌کند.
در راه سایلنت هیل، ناگهان هری، دختری (اَلِسا) را در جاده می‌بیند و برای اینکه به او برخورد نکند منحرف شده و باعث سقوط خودرو به پایین جاده می‌شود. وقتی که به هوش می‌آید شریل را در کنار خود نمی‌یابد و به دنبال او می‌گردد. او با قدم گذاشتن در شهر متوجه سکوت و مه غیرعادی شهر می‌شود. هری به دنبال پیدا کردن شریل با تنها پلیس شهر «سیبل بنن» و یک پیرزن جادوگر به نام «دالیا گیلِسپی» آشنا می‌شود.
دالیا یک زن پیشگو و دیوانه است که از زمانی که تنها دختر او الیسا در سن ۷ سالگی از دنیا رفت او دچار مشکلات روحی-روانی شده و هذیان می‌گوید. او به هری هشدار می‌دهد که السا باعث اتفاقات شهر است و اگر او را متوقف نکند شریل خواهد مرد. دالیا وابسته به یگ گروه شیطان‌پرستی است که برای احضار خدای خود «فلارُس» اعتقاد به، دنیا آوردن فرزندی از یک مادر وابسته به این فرقه دارند که طبق پیش‌بینی قرار بوده حامل روح ساموئل باشد. ولی دالیا، مادر این فرزند، ۲ دختر دوقلو به دنیا می‌آورد. شریل یکی از این دخترها است که پس از رها شدن در خیابان به عنوان فرزندخوانده هری بزرگ می‌شود. «السا» دختر دیگر است که به خدمت دالیا در می‌آید.
دالیا برای این که نیمه دیگر روح او را که در بدن شریل است احضار کند، دست به شکنجه اَلِسا می‌زند. به همین علت اَلِسا که دارای روح شیطانی فلارس و قدرت‌های تاریک او است شهر را به مکانی نفرین شده تبدیل می‌کند. در پایان بازی، هری با موجودی که از ملاقات شریل و الیسا شکل می‌گیرد مبارزه می‌کند و پس از شکست او، نوزادی را می‌یابد که در حقیقت همان روح واحد شریل و السا است که در قالب یک نوزاد، دوباره به دنیا آمده است.

## بازتاب‌ها
| گردآورنده  | امتیاز |
| ---------- | ------ |
| گیم‌رنکینگز | ۸۴٪    |
| متاکریتیک  | ۸۶/۱۰۰ |

| ناشر                | امتیاز |
| ------------------- | ------ |
| اج                  | ۸/۱۰   |
| فامیتسو             | ۳۴/۴۰  |
| گیم‌پرو              | ۴٫۵/۵  |
| گیم رولیشن          | B+     |
| گیم‌اسپات            | ۸٫۲/۱۰ |
| آی‌جی‌ان              | ۹/۱۰   |
| TotalVideoGames.com | ۸/۱۰   |

سایلنت هیل بر طبق بازبینی جمعی وبگاه متاکریتیک به‌طور کلی با واکنش‌های مطلوبی از سوی منتقدان همراه بود و با میانگین امتیاز ۸۶ از ۱۰۰ بر اساس ۱۷ نقد قرار دارد. بازی بیش از ۲ میلیون نسخه در سراسر جهان فروش داشت.